# Muruta Azrael
Muruta Azrael es un personaje ficticio y un villano de la serie de animé Gundam Seed. Él es el líder del grupo terrorista Blue Cosmos, que siente que todas las naciones de la Tierra, neutrales o no, deberían luchar contra los "enemigos" de la humanidad, para un "mundo azul y puro", lo que sería, un mundo sin Coordinadores. El seiyuu de Azrael es Nobuyuki Hiyama en la versión japonesa, y Andrew Francis en el doblaje al inglés.
Luego de haber recibido información de Rau Le Creuset sobre el verdadero objetivo de la Operación Spitbreak, él y sus subordinados preparan el Sistema Cíclope bajo la base JOSH-A en Alaska. Ellos también hacen los preparativos para dejar a las tropas de la Federación de Eurasia como la "defensa" de la base, mientras el personal de la federación Atlántica es transferida a Panamá. El personal es dejado como "defensa" para convencer a las fuerzas de ZAFT a acercarse a la base para que ellos puedan ser destruidos con el sistema Cíclope, debilitando la fuerza de ataque de ZAFT. Esta destrucción de las tropas de la Federación de Eurasia también permite al Blue Cosmos (bajo las órdenes de Azrael) y la Federación Atlántica de dominar la Alianza Terrestre.
Azrael usa sus conexiones con la Federación Atlántica para "pedirle" a la Unión de Orb que les dejen usar su Acelerador de partículas, ya que es el único que queda que no está bajo el control de ZAFT. El lidera el ataque a la Unión de Orb cuando Uzumi Nara Athha, como él había previsto, rechaza su "oferta". En el ataque, él usa los nuevos GAT-X131 Calamity, GAT-X252 Forbidden y GAT-X370 Raider, así como una cantidad masiva de GAT-01 Strike Dagger. A pesar de la interferencia del ZGMF-X10A Freedom y del ZGMF-X09A Justice, las fuerzas de Azrael sobrepasan a las defensas de Orb. Uzumi Nara Athha destruye el acelerador de partículas para prevenir que la Alianza Terrestre lo use, dándole a Azrael solo una victoria pírrica.
Él empieza a sospechar que las unidades Freedom y Justice funcionan con energía nuclear, al darse cuenta de que el poder que mostraban era mucho mayor al de los otros mobile suits.
Luego de que la Alianza Terrestre recaptura el acelerador de partículas en Victoria, Azrael decide ir al espacio a bordo del Dominion junto a 3 pilotos extendidos. Ellos atacan el Archangel, pero son repelidos por el Freedom y el Justice, y la aparición del Kusanagi y el Eternal.
Azrael toma interés por una cápsula de escape que Rau Le Creuset luego de que su ocupante, Flay Allster, mencionara que ella tiene la "llave" que podría terminar la guerra. Luego de que el Calamity recupera la cápsula, Azrael obtiene los datos del Neutralizador de Interferentes-N. Él convence a los oficiales de Alianza Terrestre de usar armas nucleares con Neutralizadores de Interferentes-N para finalizar la guerra erradicando todos los coordinadores en lugar de usar la tecnología para resolver la crisis energética de la Tierra.
Como la guerra entra en su etapa final, la desesperación de Azrael por cumplir su meta de genocidio aumenta, especialmente luego de prescenciar el destructivo poder del GENESIS. Cuando Natarle Badgiruel hace objeción sobre sus órdenes, él la apunta con un arma, llevando a la tripulación del Dominión a la total submisión. Sin embargo, Flay Allster alerta al Archangel del peligro inminente cuando el Dominion se prepara a dispararles. Cuando Azrael se prepara para dispararle a Flay, Natarle interviene, reprimiéndolo y ordenando a la tripulación a abandonar la nave. Azrael le dispara a Natarle durante la lucha y se prepara para destruir al Archangel por su propia cuenta. Él dispara el "Lohengrin", sin embargo, Mu La Flaga a bordo del Strike recibe todo el impacto del disparo y salva el Archangel; y aparentemente muere. En respuesta, el Archangel destruye el Dominion, matando a Azrael y a la capitana Badgiruel en el proceso.
- Datos: Q3578089